# Schlesische Armee (Befreiungskriege)
Die Schlesische Armee war neben der Böhmischen Armee ein großes Truppenkontingent der Alliierten im Sechsten Koalitionskrieg der Befreiungskriege gegen Napoleon 1813 bis 1815.

## Aufstellung
Nach den verlustreichen Schlachten von Großgörschen und Bautzen im Frühjahrsfeldzug 1813 hatten die Verbündeten Preußen und Russland am 4. Juni 1813 einen Waffenstillstand mit den Franzosen vereinbart und ihre Truppen in eine Verteidigungsstellung bei Schweidnitz in Schlesien zurückgezogen. Mit den Reichenbacher Konventionen schloss sich Österreich der preußisch-russischen Koalition an und in der Konferenz von Schloss Trachenberg, am 12. Juli 1813, unterzeichneten der preußische König Friedrich Wilhelm III. und der russische Zar Alexander I. einen Plan für eine gemeinsame Strategie gegen die Armeen Napoleons, den der ehemalige französische Marschall Bernadotte (seit 1810 Kronprinz Karl von Schweden) und der österreichische Generalstabschef Marschall Radetzky ausgearbeitet hatten. Nach der Kriegserklärung Österreichs an Frankreich erfolgte dann gemeinsam mit Schweden und Großbritannien die Neuformation der alliierten Truppen zur bis dahin größten militärischen Macht in den Befreiungskriegen.
Danach wurde neben der Böhmischen Armee unter Fürst Karl Philipp zu Schwarzenberg und der Nordarmee unter Kronprinz Karl von Schweden die Schlesische Armee unter dem Oberbefehl von General von Blücher mit dem I. Preußischen Korps von General Yorck sowie den russischen Korps der Generäle de Langeron, de Saint-Priest (8. Korps), Olsufjew (9. Korps), Kapzewitsch (10. Korps), von der Osten-Sacken (11. Korps) und Wassiltschikow (4. Kavalleriekorps) aufgestellt. Im März 1814 unterstellten sich auch die Kommandierenden Generäle des III. Preußischen Korps, Bülow, und des 2. Korps der russischen Hauptarmee, Wintzingerode, die im November bzw. Dezember 1813 mit ihren Truppen aus der Nordarmee ausgeschieden und über Belgien und Holland nach Frankreich einmarschiert waren und erfolgreich die französischen Truppen in Soissons belagert hatten, dem Oberbefehl Blüchers.
|                                          |                                          |                                          |                                          |                                          |                                          |              |              |              |              |  |  |                                                |                                                |                                                |                                                |                                                |                                                | XXXXX Oberstes Hauptquartier (Schwarzenberg)      |                                                   |                                                   |                                                   |                                                   |                                                   |                                            |                                            |                                            |                                            |                                            |                                            |             |             |             |             |  |  |                                               |                                               |                                               |                                               |                                               |                                               |             |             |             |             |  |  |  |  |  |  |  |  |  |  |  |  |  |  |  |  |  |  |
|                                          |                                          |                                          |                                          |                                          |                                          |              |              |              |              |  |  |                                                |                                                |                                                |                                                |                                                |                                                |                                                   |                                                   |                                                   |                                                   |                                                   |                                                   |                                            |                                            |                                            |                                            |                                            |                                            |             |             |             |             |  |  |                                               |                                               |                                               |                                               |                                               |                                               |             |             |             |             |  |  |  |  |  |  |  |  |  |  |  |  |  |  |  |  |  |  |
|                                          |                                          |                                          |                                          |                                          |                                          |              |              |              |              |  |  |                                                |                                                |                                                |                                                |                                                |                                                |                                                   |                                                   |                                                   |                                                   |                                                   |                                                   |                                            |                                            |                                            |                                            |                                            |                                            |             |             |             |             |  |  |                                               |                                               |                                               |                                               |                                               |                                               |             |             |             |             |  |  |  |  |  |  |  |  |  |  |  |  |  |  |  |  |  |  |
| XXXX Nordarmee (Bernadotte) 110.700 Mann | XXXX Nordarmee (Bernadotte) 110.700 Mann | XXXX Nordarmee (Bernadotte) 110.700 Mann | XXXX Nordarmee (Bernadotte) 110.700 Mann | XXXX Nordarmee (Bernadotte) 110.700 Mann | XXXX Nordarmee (Bernadotte) 110.700 Mann |              |              |              |              |  |  |                                                |                                                |                                                |                                                |                                                |                                                | XXXX Böhmische Armee (Schwarzenberg) 254.300 Mann | XXXX Böhmische Armee (Schwarzenberg) 254.300 Mann | XXXX Böhmische Armee (Schwarzenberg) 254.300 Mann | XXXX Böhmische Armee (Schwarzenberg) 254.300 Mann | XXXX Böhmische Armee (Schwarzenberg) 254.300 Mann | XXXX Böhmische Armee (Schwarzenberg) 254.300 Mann |                                            |                                            |                                            |                                            |                                            |                                            |             |             |             |             |  |  | XXXX Schlesische Armee (Blücher) 105.000 Mann | XXXX Schlesische Armee (Blücher) 105.000 Mann | XXXX Schlesische Armee (Blücher) 105.000 Mann | XXXX Schlesische Armee (Blücher) 105.000 Mann | XXXX Schlesische Armee (Blücher) 105.000 Mann | XXXX Schlesische Armee (Blücher) 105.000 Mann |             |             |             |             |  |  |  |  |  |  |  |  |  |  |  |  |  |  |  |  |  |  |
| XXXX Nordarmee (Bernadotte) 110.700 Mann | XXXX Nordarmee (Bernadotte) 110.700 Mann | XXXX Nordarmee (Bernadotte) 110.700 Mann | XXXX Nordarmee (Bernadotte) 110.700 Mann | XXXX Nordarmee (Bernadotte) 110.700 Mann | XXXX Nordarmee (Bernadotte) 110.700 Mann |              |              |              |              |  |  |                                                |                                                |                                                |                                                |                                                |                                                | XXXX Böhmische Armee (Schwarzenberg) 254.300 Mann | XXXX Böhmische Armee (Schwarzenberg) 254.300 Mann | XXXX Böhmische Armee (Schwarzenberg) 254.300 Mann | XXXX Böhmische Armee (Schwarzenberg) 254.300 Mann | XXXX Böhmische Armee (Schwarzenberg) 254.300 Mann | XXXX Böhmische Armee (Schwarzenberg) 254.300 Mann |                                            |                                            |                                            |                                            |                                            |                                            |             |             |             |             |  |  | XXXX Schlesische Armee (Blücher) 105.000 Mann | XXXX Schlesische Armee (Blücher) 105.000 Mann | XXXX Schlesische Armee (Blücher) 105.000 Mann | XXXX Schlesische Armee (Blücher) 105.000 Mann | XXXX Schlesische Armee (Blücher) 105.000 Mann | XXXX Schlesische Armee (Blücher) 105.000 Mann |             |             |             |             |  |  |  |  |  |  |  |  |  |  |  |  |  |  |  |  |  |  |
|                                          |                                          |                                          |                                          |                                          |                                          |              |              |              |              |  |  |                                                |                                                |                                                |                                                |                                                |                                                |                                                   |                                                   |                                                   |                                                   |                                                   |                                                   |                                            |                                            |                                            |                                            |                                            |                                            |             |             |             |             |  |  |                                               |                                               |                                               |                                               |                                               |                                               |             |             |             |             |  |  |  |  |  |  |  |  |  |  |  |  |  |  |  |  |  |  |
|                                          |                                          |                                          |                                          |                                          |                                          |              |              |              |              |  |  | XXXX Österreicher (Schwarzenberg) 127.000 Mann | XXXX Österreicher (Schwarzenberg) 127.000 Mann | XXXX Österreicher (Schwarzenberg) 127.000 Mann | XXXX Österreicher (Schwarzenberg) 127.000 Mann | XXXX Österreicher (Schwarzenberg) 127.000 Mann | XXXX Österreicher (Schwarzenberg) 127.000 Mann |                                                   |                                                   |                                                   |                                                   |                                                   |                                                   | XXXX Russen/Preußen (Barclay) 130.000 Mann | XXXX Russen/Preußen (Barclay) 130.000 Mann | XXXX Russen/Preußen (Barclay) 130.000 Mann | XXXX Russen/Preußen (Barclay) 130.000 Mann | XXXX Russen/Preußen (Barclay) 130.000 Mann | XXXX Russen/Preußen (Barclay) 130.000 Mann |             |             |             |             |  |  |                                               |                                               |                                               |                                               |                                               |                                               |             |             |             |             |  |  |  |  |  |  |  |  |  |  |  |  |  |  |  |  |  |  |
|                                          |                                          |                                          |                                          |                                          |                                          |              |              |              |              |  |  | XXXX Österreicher (Schwarzenberg) 127.000 Mann | XXXX Österreicher (Schwarzenberg) 127.000 Mann | XXXX Österreicher (Schwarzenberg) 127.000 Mann | XXXX Österreicher (Schwarzenberg) 127.000 Mann | XXXX Österreicher (Schwarzenberg) 127.000 Mann | XXXX Österreicher (Schwarzenberg) 127.000 Mann |                                                   |                                                   |                                                   |                                                   |                                                   |                                                   | XXXX Russen/Preußen (Barclay) 130.000 Mann | XXXX Russen/Preußen (Barclay) 130.000 Mann | XXXX Russen/Preußen (Barclay) 130.000 Mann | XXXX Russen/Preußen (Barclay) 130.000 Mann | XXXX Russen/Preußen (Barclay) 130.000 Mann | XXXX Russen/Preußen (Barclay) 130.000 Mann |             |             |             |             |  |  |                                               |                                               |                                               |                                               |                                               |                                               |             |             |             |             |  |  |  |  |  |  |  |  |  |  |  |  |  |  |  |  |  |  |
|                                          |                                          |                                          |                                          | XXX Russen                               | XXX Russen                               | XXX Russen   | XXX Russen   | XXX Russen   | XXX Russen   |  |  |                                                |                                                |                                                |                                                | XXX Österreicher                               | XXX Österreicher                               | XXX Österreicher                                  | XXX Österreicher                                  | XXX Österreicher                                  | XXX Österreicher                                  |                                                   |                                                   |                                            |                                            |                                            |                                            | XXX Preußen                                | XXX Preußen                                | XXX Preußen | XXX Preußen | XXX Preußen | XXX Preußen |  |  |                                               |                                               |                                               |                                               | XXX Preußen                                   | XXX Preußen                                   | XXX Preußen | XXX Preußen | XXX Preußen | XXX Preußen |  |  |  |  |  |  |  |  |  |  |  |  |  |  |  |  |  |  |
|                                          |                                          |                                          |                                          | XXX Russen                               | XXX Russen                               | XXX Russen   | XXX Russen   | XXX Russen   | XXX Russen   |  |  |                                                |                                                |                                                |                                                | XXX Österreicher                               | XXX Österreicher                               | XXX Österreicher                                  | XXX Österreicher                                  | XXX Österreicher                                  | XXX Österreicher                                  |                                                   |                                                   |                                            |                                            |                                            |                                            | XXX Preußen                                | XXX Preußen                                | XXX Preußen | XXX Preußen | XXX Preußen | XXX Preußen |  |  |                                               |                                               |                                               |                                               | XXX Preußen                                   | XXX Preußen                                   | XXX Preußen | XXX Preußen | XXX Preußen | XXX Preußen |  |  |  |  |  |  |  |  |  |  |  |  |  |  |  |  |  |  |
|                                          |                                          |                                          |                                          |                                          |                                          |              |              |              |              |  |  |                                                |                                                |                                                |                                                |                                                |                                                |                                                   |                                                   |                                                   |                                                   |                                                   |                                                   |                                            |                                            |                                            |                                            |                                            |                                            |             |             |             |             |  |  |                                               |                                               |                                               |                                               |                                               |                                               |             |             |             |             |  |  |  |  |  |  |  |  |  |  |  |  |  |  |  |  |  |  |
|                                          |                                          |                                          |                                          | XXX Preußen                              | XXX Preußen                              | XXX Preußen  | XXX Preußen  | XXX Preußen  | XXX Preußen  |  |  |                                                |                                                |                                                |                                                | XXX Österreicher                               | XXX Österreicher                               | XXX Österreicher                                  | XXX Österreicher                                  | XXX Österreicher                                  | XXX Österreicher                                  |                                                   |                                                   |                                            |                                            |                                            |                                            | XXX Russen                                 | XXX Russen                                 | XXX Russen  | XXX Russen  | XXX Russen  | XXX Russen  |  |  |                                               |                                               |                                               |                                               | XXX Preußen                                   | XXX Preußen                                   | XXX Preußen | XXX Preußen | XXX Preußen | XXX Preußen |  |  |  |  |  |  |  |  |  |  |  |  |  |  |  |  |  |  |
|                                          |                                          |                                          |                                          | XXX Preußen                              | XXX Preußen                              | XXX Preußen  | XXX Preußen  | XXX Preußen  | XXX Preußen  |  |  |                                                |                                                |                                                |                                                | XXX Österreicher                               | XXX Österreicher                               | XXX Österreicher                                  | XXX Österreicher                                  | XXX Österreicher                                  | XXX Österreicher                                  |                                                   |                                                   |                                            |                                            |                                            |                                            | XXX Russen                                 | XXX Russen                                 | XXX Russen  | XXX Russen  | XXX Russen  | XXX Russen  |  |  |                                               |                                               |                                               |                                               | XXX Preußen                                   | XXX Preußen                                   | XXX Preußen | XXX Preußen | XXX Preußen | XXX Preußen |  |  |  |  |  |  |  |  |  |  |  |  |  |  |  |  |  |  |
|                                          |                                          |                                          |                                          |                                          |                                          |              |              |              |              |  |  |                                                |                                                |                                                |                                                |                                                |                                                |                                                   |                                                   |                                                   |                                                   |                                                   |                                                   |                                            |                                            |                                            |                                            |                                            |                                            |             |             |             |             |  |  |                                               |                                               |                                               |                                               |                                               |                                               |             |             |             |             |  |  |  |  |  |  |  |  |  |  |  |  |  |  |  |  |  |  |
|                                          |                                          |                                          |                                          | XXX Schweden                             | XXX Schweden                             | XXX Schweden | XXX Schweden | XXX Schweden | XXX Schweden |  |  |                                                |                                                |                                                |                                                |                                                |                                                |                                                   |                                                   |                                                   |                                                   |                                                   |                                                   |                                            |                                            |                                            |                                            | XXX Garde                                  | XXX Garde                                  | XXX Garde   | XXX Garde   | XXX Garde   | XXX Garde   |  |  |                                               |                                               |                                               |                                               | XXX Russen                                    | XXX Russen                                    | XXX Russen  | XXX Russen  | XXX Russen  | XXX Russen  |  |  |  |  |  |  |  |  |  |  |  |  |  |  |  |  |  |  |
|                                          |                                          |                                          |                                          | XXX Schweden                             | XXX Schweden                             | XXX Schweden | XXX Schweden | XXX Schweden | XXX Schweden |  |  |                                                |                                                |                                                |                                                |                                                |                                                |                                                   |                                                   |                                                   |                                                   |                                                   |                                                   |                                            |                                            |                                            |                                            | XXX Garde                                  | XXX Garde                                  | XXX Garde   | XXX Garde   | XXX Garde   | XXX Garde   |  |  |                                               |                                               |                                               |                                               | XXX Russen                                    | XXX Russen                                    | XXX Russen  | XXX Russen  | XXX Russen  | XXX Russen  |  |  |  |  |  |  |  |  |  |  |  |  |  |  |  |  |  |  |
|                                          |                                          |                                          |                                          |                                          |                                          |              |              |              |              |  |  |                                                |                                                |                                                |                                                |                                                |                                                |                                                   |                                                   |                                                   |                                                   |                                                   |                                                   |                                            |                                            |                                            |                                            |                                            |                                            |             |             |             |             |  |  |                                               |                                               |                                               |                                               |                                               |                                               |             |             |             |             |  |  |  |  |  |  |  |  |  |  |  |  |  |  |  |  |  |  |
|                                          |                                          |                                          |                                          |                                          |                                          |              |              |              |              |  |  |                                                |                                                |                                                |                                                |                                                |                                                |                                                   |                                                   |                                                   |                                                   |                                                   |                                                   |                                            |                                            |                                            |                                            |                                            |                                            |             |             |             |             |  |  |                                               |                                               |                                               |                                               | XXX Russen                                    |                                               |             |             |             |             |  |  |  |  |  |  |  |  |  |  |  |  |  |  |  |  |  |  |
|                                          |                                          |                                          |                                          |                                          |                                          |              |              |              |              |  |  |                                                |                                                |                                                |                                                |                                                |                                                |                                                   |                                                   |                                                   |                                                   |                                                   |                                                   |                                            |                                            |                                            |                                            |                                            |                                            |             |             |             |             |  |  |                                               |                                               |                                               |                                               |                                               |                                               |             |             |             |             |  |  |  |  |  |  |  |  |  |  |  |  |  |  |  |  |  |  |

Legende: XXXXX = Oberkommando, XXXX = Armee, XXX = Korps

## Gefechte
Die Schlesische Armee war an folgenden Schlachten, Gefechten und Belagerungen beteiligt:
- Herbstfeldzug 1813
- Katzbach – Wartenburg – Leipzig
- Winterfeldzug 1814
- Brienne und La Rothière – Champaubert – Montmirail – Château-Thierry – Vauchamps – Soissons – Craonne – Laon – Reims – Arcis-sur-Aube – Fère-Champenoise – Saint-Dizier – Claye – Paris

Im Herbstfeldzug hatten die Böhmische und die Schlesische Armee zunächst auf getrennten Wegen die Verfolgung der von Napoleon geführten Truppen aufgenommen und waren erst in der Kavallerie-Schlacht von Fère-Champenoise wieder gemeinsam vorgegangen.
Im August 1813 hatte die Schlesische Armee eine Gefechtsstärke von 105.414 Mann. In der Völkerschlacht bei Leipzig hatte die Armee eine Gefechtsstärke von etwa 68.000 Mann sowie 10.000 Reiter als Reservetruppen. Mit der Eingliederung der Korps Bülow und Wintzingerode im März 1814 erreichte sie eine Stärke von mehr als 100.000 Mann.